# Baby Geniuses
Baby Geniuses (bra: Bebês Geniais; prt: Os Sabichões) é um filme de comédia familiar de 1999 dirigido por Bob Clark. É estrelado por Kathleen Turner e Christopher Lloyd.
Efeitos de imagens geradas por computador foram usadas para mover os lábios dos bebês.
Em 2004, ele foi seguido por uma sequência, Superbabies: Baby Geniuses 2. Outra sequência, Baby Geniuses and the Mystery of the Crown Jewels, foi lançada diretamente em vídeo em 2013.

## Sinopse
Uma dupla de cientistas desenvolve um método de fabricar gênios, confinando bebês num laboratório, sob disciplina quase militar. Enquanto isso, um casal dono de uma creche tenta provar que os bebês têm sua própria linguagem e que o amor a melhor forma de desenvolvê-los. As coisas se complicam quando um dos bebês de laboratório provoca uma rebelião, foge e encontra seu gêmeo, que vive na creche.

## Elenco
- Kathleen Turner - Dr. Elena Kinder
- Christopher Lloyd - Dr. Heep
- Peter MacNicol - Dan
- Kim Cattrall - Robin
- Dom DeLuise - Lenny
- Ruby Dee - Margo
- Kyle Howard - Dickie
- Jim Hanks - Goon Ray
- Gabrielle and Megan Robbins - Carrie/Duby
- Leo, Gerry and Myles Fitzgerald - Sylvester/Whit
- Scotty Leavenworth - Basil
- Amanda Fein - Teddie
- Aubrey Jordan - south memphis
- Quitil Davis - Texas